# Uchū Keiji Gavan
Uchū Keiji Gavan (宇宙刑事ギャバン, Uchū Keiji Gyaban traducible como Comisario Espacial Gavan), es la primera serie de la saga de Metal Hero. 

## Trama
La Tierra es invadida por el Imperio Makuu (literalmente “Demonio Espacial”) conducido por Don Horror, que primero había destruido una colonia espacial cerca de la Tierra. Don Horror desea simplemente dominar el universo entero y la Tierra representa un obstáculo que él tiene que superar, pero no necesariamente destruyéndolo. Don Horror envía naves espaciales a sembrar el pánico entre los Terrícolas. Mientras que Makuu está imponiendo su dominación ante el planeta azul, el Comisario Espacial Gavan, de la Patrulla Unión Galáctica, llega en su nave espacial Dolgiran del Planeta Bird, el planeta donde entrenan a los Comisarios Espaciales y donde esperan el llamado a la acción. Gavan se ofrece para defender la tierra, el cual es planeta de origen de su madre. Tamiko Ichijouji se había casado con Voicer, formador de los Sheriff Espaciales de la tierra, pero Tamiko muere de una enfermedad y Voicer fue traicionado por su Cazador Asesino compañero que se unió con las fuerzas de Makuu. Gavan es ayudado por Mimi, la hija de comandante Kom, y dada la información por Kom, que es asistido por Marin en Bird como su planeta base. Gavan ahora está en la tierra para defenderla contra Don Horror y sus esquemas diabólicos. Él se ha introducido en la sociedad de la Tierra de incógnito, trabajando en el Club de la Juventud de Avalon en Japón en donde lo conocen como Retsu Ichijouji, su nombre terrícola.

## Personajes
- Gavan/Retsu Ichiouji: Héroe de la serie, combate contra Makuu y cuando está trabajando en el Club de Equitación Avalon, es promovido al final de la serie como capitán. Aunque renunció a su posición como protector de la Tierra en favor de sus sucesores, casándose con Mimi después de que se completó la misión de Shaider en la Tierra, Gavan luchó contra otros enemigos como Madou, el culto Fuuma y el Imperio Zangyack. Durante los eventos de Space Sheriff Gavan: The Movie, Gavan seleccionó a Geki Jumonji para sucederlo como el nuevo Gavan, siendo ahora comandante de la Patrulla Unión Galáctica durante los eventos de Kamen Rider × Super Sentai × Space Sheriff: Superhéroe Taisen Z.

### Aliados
- Comandante Kom: comanda la Unión de la Policía Galáctica. Siempre aparece conversando con Gavan.
- Mimi: Hija única del Comandante Kom, amiga de Gavan y prima de Shelly. A través de la visión láser se transforma en un periquito australiano para revelar los planes del Imperio Makuu. Está enamorada de Gavan y está dispuesta a ayudarlo de todos modos. Ella deja Dolgiran para ayudar a su madre en el Planeta Bird, aunque después regresa a ayudar a Gavan. Después de la caída de Makuu, Mimi se convirtió en maestra en el Planeta Bird antes de casarse con Gavan.
- Marin: Secretaria del Comandante Kom. Ayuda a Gavan temporalmente en algunas tareas de Mimi mientras que ella resolvía algunos problemas de familia.
- Tsukiko: Hermana adoptiva de Gavan que aparece en la serie desde el episodio 11. Fue criada por Voicer desde el momento en que sus verdaderos padres fueron asesinados por el Asesino Cazador.
- Sr. Gousuke: Un anciano caballero que dirige el club de caballería Avalon en que Gavan trabaja. Siempre de buen humor, aparece con cierta regularidad en la serie.
- Yuuchi y Wakaba: Un niño y una niña que aparecen con frecuencia en la serie. Son los nietos del Sr. Gousuke y viven con su abuelo en el club hípico.
- Kojiro: Torpe y con mala suerte, es el personaje cómico de la serie.
- Voicer: El padre de Gavan y ex Sheriff espacial de la Tierra. Voice fue traicionado por su compañero Hunter Killer y entregado a Makuu para que se viera obligado a construir el Hoshino Space Cannon, un arma que puede destruir un planeta, pero mantuvo los planos en secreto incluso después de ser torturado. Aunque Voicer fue salvado del encarcelamiento por su hijo Gavan, murió poco después de ser llevado a Dolgiran con el plano secreto del cañón escrito en la palma de su mano.
- Den Iga: Es un patrullero forestal descendiente del clan ninja Iga que casi fue asesinado por Buffalo Doubler. Den es enviado al Planeta Bird por sus heridas, y finalmente regresa a la Tierra para asumir el puesto de Gavan en la protección del planeta como Space Sheriff Sharivan.

### Organización del Crimen Espacial Makuu
La Organización del Crimen Espacial Makuu (宇宙犯罪組織マクー, Uchū Hanzai Soshiki Makū, literalmente "espacio demoníaco"), dirigida por Don Horror, comete actividades criminales en todas las galaxias antes de apuntar a la Tierra por sus recursos. Se basan en el Castillo Makuu (魔空城, Makūjō) que vuela dentro del Espacio Makuu (魔空空間, Makū Kūkan), una dimensión creada a partir de energías malignas y controlada por Don Horror y los descendientes de él. Después de la muerte de Don Horror, gran parte del castillo de Makuu fue destruido pero terminó en el vacío del espacio donde fue encontrado por Brighton, Toya Okuma, durante los eventos de Space Sheriff Gavan: The Movie donde revivió al Sindicato Makuu para resucitar a Don Horror. Pero con la ceremonia detenida, el Castillo Makuu fue completamente destruido como resultado.
- Don Horror: El líder monstruoso de Makuu, un ser inmóvil con forma de ídolo de seis brazos que pretende convertir la Tierra, el obstáculo que le impide conquistar el universo, en un refugio para el mal por cualquier medio. Durante su batalla final, después de ser separado de su cuerpo, Gavan mata a Don Horror en su duelo final. Sin embargo, durante los eventos de Space Sheriff Gavan: The Movie, Don Horror intentó resucitar usando a su agente Brighton al conseguirle un recipiente para albergar su espíritu. Pero el renacimiento de Don Horror en el cuerpo de una joven llamada Itsuki Kawai fue detenido por Gavan Type-G.
- Horror Girl: La secretaria de Don Horror, nunca habla pero siempre se ríe. Ella opera el interruptor de conversión dimensional que permite que se manifieste un portal al espacio Makuu.
- Hunter Killer: Era el socio de Voicer, pero lo traicionó para unirse a Makuu como la mano derecha de Don Horror. Pero después de ser reemplazado por San Dorva, Hunter Killer reaparece para ayudar a Gavan a encontrar a su padre justo antes de morir para redimirse.
- San Dorva: El hijo de Don Horror, vestido con una armadura carmesí y sosteniendo un tridente que contenía el cerebro de su madre, la bruja Kiba, San Dorva se unió a Makuu junto a su madre Kiba y tomó el poder de Hunter Killer, lugar como la mano derecha de Don Horror. Encuentra su fin luchando contra Gavan en la batalla final.
- Bruja Kiba: La madre de San Dorva, su mente transferida a su cetro, la anciana bruja era la esposa de Don Horror a pesar de que él no mostraba más que desprecio por ella. Ella co-trama un plan diabólico para exterminar a Gavan. Ella puede materializarse en cualquier momento. Gavan la mata junto con San Dorva.
- Beast-Alien Doubleman: Son los generales de Makuu que pueden tener una forma humana con la ayuda de la Sala de Modificación y son ayudados por los Monstruos BEM.
- Crushers: Los soldados de infantería de Makuu en cuero negro y mallas. Son ilimitados en número y actúan solo cuando están en grupos.

## Actores
- Retsu Ichijouji / Gavan: Kenji Ōba
- Mimi: Wakiko Kano
- Kom: Toshiaki Nishizawa
- Marin: Kyoko Nashiro
- Voicer: Sonny Chiba
- Tamiko Ichijouji: Tamie Kubata
- Kojiro Oyama: Masayuki Suzuki
- Tsukiko Hoshino: Aiko Tachibana
- Makku: Morita Sakamoto
- Gosuke Fuji: Jun Tatara
- Shigeru Touyama: Shin'ichi Kaze
- Alan: Hiroshi Miyauchi
- Den Iga / Sharivan: Hiroshi Watari
- Don Horror: Shozo Iizuka (episode 1~10) / Takeshi Watabe (episode 11~)
- Asesino cazador: Michiro Iida
- San Doruba: Ken Nishida
- Kiba: Noboru Mitani

- Datos: Q1196705
- Multimedia: Uchu Keiji Gavan / Q1196705